# Бинчи, Мейв
Мейв Бинчи (англ. Maeve Binchy; 28 мая 1940, Долки — 30 июля 2012, Дублин) — ирландская романистка, газетный колумнист и лектор. Она родилась в Долки, графство Дублин, а получив образование в Дублинском университетском колледже, работала учителем, потом журналистом в «The Irish Times», а позднее стала автором романов и рассказов. Ее произведения переведены на 37 языков.

### Романы[12]
- «Зажги грошовую свечу» (англ. Light a Penny Candle) (1982)
- «Сиреневый автобус» (англ. The Lilac Bus) (1984) — сборник рассказов
- «Эхо» (англ. Echoes) (1985)
- «Лето светлячков» (англ. Firefly Summer) (1987)
- «Серебряная свадьба» (англ. Silver Wedding) (1988)
- «Круг друзей» (англ. Circle of Friends) (1990) — в 1995 снят одноимённый фильм
- «Медный бук» (англ. The Copper Beech) (1992)
- «Стеклянное озеро» (англ. The Glass Lake) (1994)
- «Уроки итальянского» (англ. Evening Class) (1996)
- «Тара-Роуд» (англ. Tara Road) (1998) — в 2005 снят фильм Любовь по обмену
- «Алое перо» (англ. Scarlet Feather) (2000)
- «Ресторан `Квентинс`» (англ. Quentins) (2002)
- Nights of Rain and Stars (2004)
- Whitethorn Woods (2006)
- Heart and Soul (2008)
- «Самый лучший папа» (англ. Minding Frankie) (2010)
- «Неделя зимы» (англ. A Week in Winter) (2012)